# Seun Ogunkoya
Seun Ogunkoya, né le 28 décembre 1977 à Akure au Nigéria, est un athlète nigérian spécialiste du sprint et notamment du 100 mètres.

## Biographie
Il est un brillant espoir du sprint nigérian et africain. Il réalise notamment un temps de 9 s 92 (vent de −0,2 m/s) à Johannesbourg le 11 septembre 1998 et de 9 s 97 (+1,5 m/s) à Formia le 13 juillet 1997. 
Il est éliminé en quart de finale aux Jeux Olympiques de 1996.
Il vit désormais à Prague.

## Palmarès

### Championnats du monde junior d'athlétisme
- 1996 à Sydney ( Australie)
  -  Vice-champion du monde junior sur 100 mètres en 10 s 25 derrière Francis Obikwelu vainqueur en 10 s 21

### Championnats d'Afrique d'athlétisme
- 1998 à Dakar ( Sénégal)
  -  Champion d’Afrique du 100 mètres en 9 s 94
- 1996 à Yaoundé ( Cameroun)
  -  Champion d’Afrique du 100 mètres en 10 s 45

## Records personnels
- 100 m : 9 s 92 (1998) à Johannesbourg
- 200 m : 20 s 50 (1997) à Nice
- 60 m (indoor) : 6 s 52 (1998) à Budapest